# Vagif Mustafazadeh
Vagif Mustafazadeh, někdy též uváděn jako Vagif Mustafa Zadeh, ázerbájdžánsky Vaqif Mustafazadə (16. březen 1940, Baku – 16. prosinec 1979, Taškent) byl ázerbájdžánský jazzový klavírista a hudební skladatel. Typickou pro jeho tvorbu je kombinace jazzu a tradičního lidového stylu muğam. Podle mnoha slavných jazzových muzikantů je průkopníkem a architektem ázerbájdžánského jazzu.

## Mládí
Mustafazadeh se narodil 16. března 1940 ve Starém městě, historickém centru Baku. Jeho matka byla učitelka klavíru na hudební škole. V roce 1963 absolvoval státní hudební školu Asaf Zeynally. a o rok později byl přijat na Ázerbájdžánskou státní konzervatoř.

## Život
Roku 1965 opustil konzervatoř a stal se členem skupiny Orero. Později založil Qafqaz, v roce 1970 Leyli a v roce 1971 Sevil. Roku 1977 všechna tato uskupení opustil a zbytek života vedl čistě muğamový soubor. Získal titul zasloužilý umělec ázerbájdžánské SSR a řadu ocenění na jazzových festivalech (například Monaco 1978 nebo Tbilisi 1978). Posmrtně mu byla udělena Státní cena. Zemřel na srdeční infarkt, krátce po koncertu v Taškentu.

## Rodina
Byl dvakrát ženatý. Z prvního měl dceru Lalu a z druhého, s manželkou Elizou, dceru Azizu. Lala se stala klavíristkou a Aziza jazzovou muzikantkou.